# Xysticus crispabilis
Espèce
Xysticus crispabilis est une espèce d'araignées aranéomorphes de la famille des Thomisidae.

## Distribution
Cette espèce est endémique du Anhui en Chine,.

## Publication originale
- Song, Qian, Gao & Liu, 1996 : Four species of spiders from tobacco plantation in Anhui, China. Acta Arachnologica Sinica, vol. 5, p. 105-110.